# 埃斯彭海恩
埃斯彭海恩是德国萨克森州的一个市镇。总面积28.16平方公里，总人口2453人，其中男性1270人，女性1183人（2011年12月31日），人口密度87人/平方公里。